# 布勒埃什蒂鄉 (布澤烏縣)
45°26′N 26°30′E / 45.433°N 26.500°E
布勒埃什蒂鄉（羅馬尼亞語：Comuna Brăești, Buzău），是羅馬尼亞的鄉份，位於該國東南部，由布澤烏縣負責管轄，面積47平方公里，海拔高度617米，2007年人口2,491，人口密度每平方公里53人。